# بالگردنشین

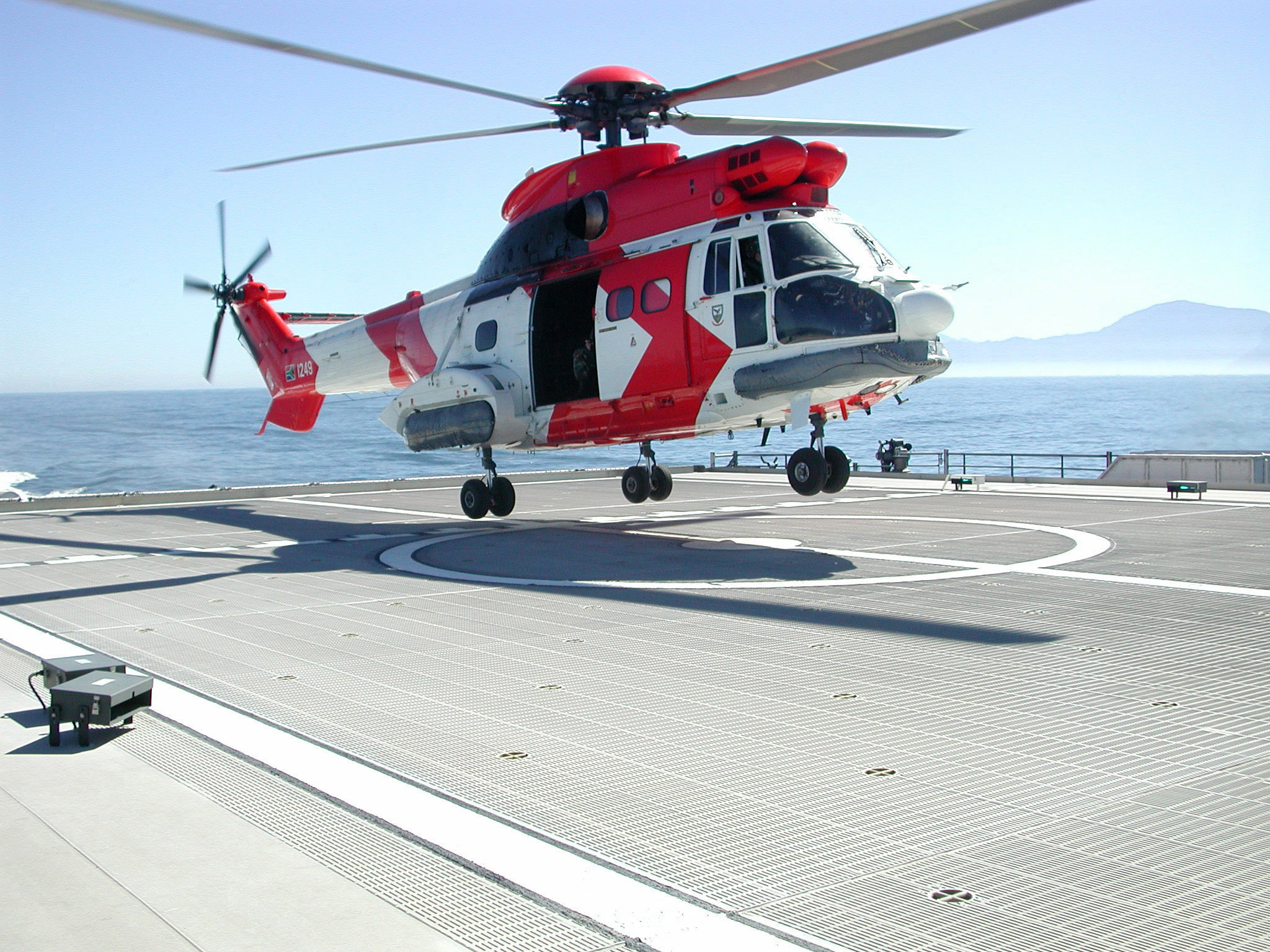
یک بالگرد در حال نشستن بر روی بالگردنشین.

بالگردنشین، سکوی فرود بالگرد یا هلی‌پَد (انگلیسی: helipad) محوطه‌ای مجهز به نشانه‌های رنگی مشخص برای نشست و برخاست بالگردها است.
بالگردنشین‌ها معمولاً قسمتی دایره‌شکل دارند به ابعاد مشخص میباشد که با حرف H به معنای helicopter نشان داده می‌شود و محدوده فرود بالگرد را مشخص می‌کند. یک بالگردگاه (heliport) می‌تواند دارای چند بالگردنشین باشد.

## نگارخانه

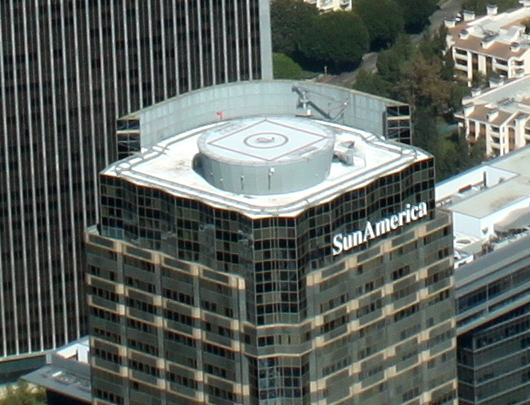
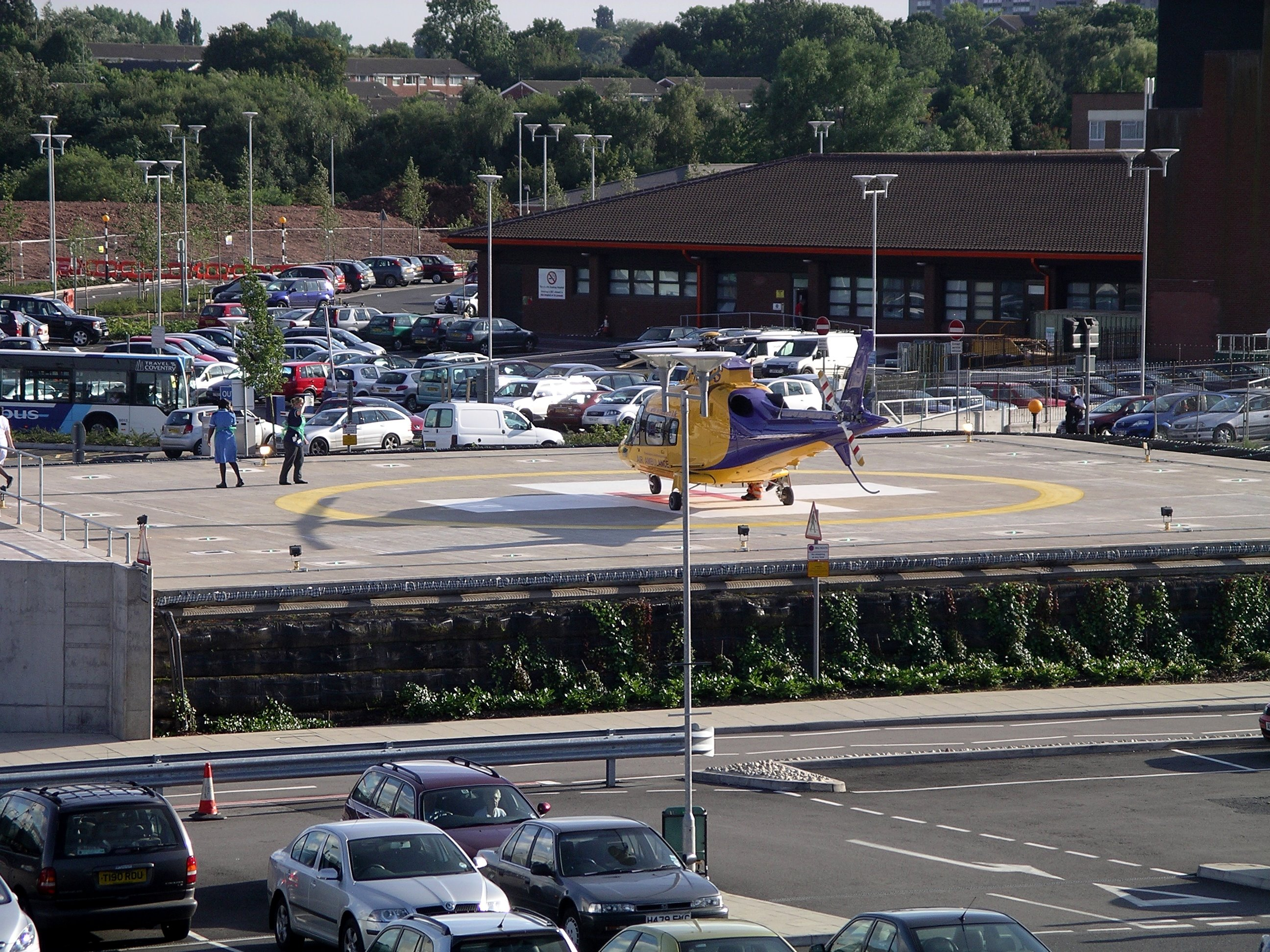
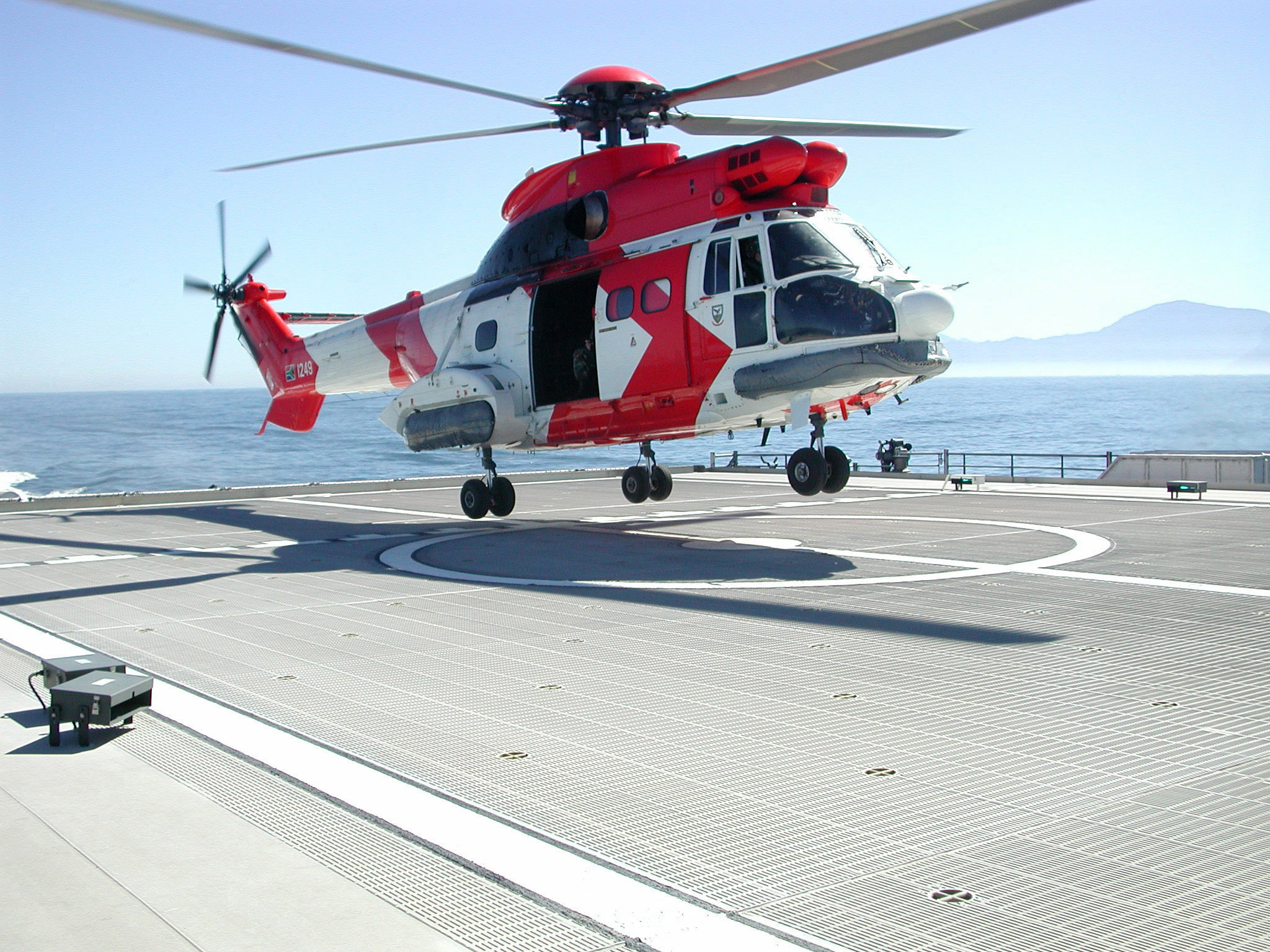
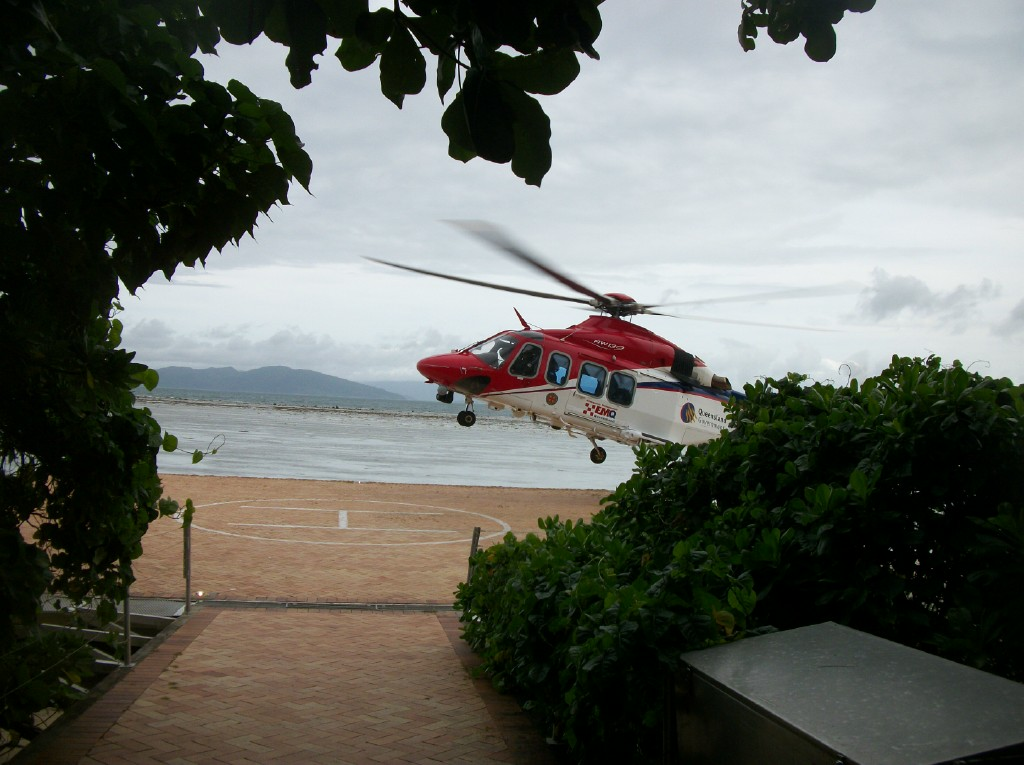